# Тахо (језеро)
Тахо (енгл. Lake Tahoe) је језеро у Сједињеним Америчким Државама. Налази се на територији америчких савезних држава Калифорнија и Невада. Површина језера износи 495 km². Оно је највеће слатководно језеро на планини Сијера Невади. Налази се западно од Карсон Ситија. То је највеће планинско језеро у Северној Америци. Његова дубина је 501 метар, што га чини другим најдубљим језером у САД. 75%обале језера је шума. Максимална дужина језера је 35 км, док је највећа ширина језера 19 км.
Ово језеро је важна туристичка атракција како и за савезну државу Неваду, тако и за Калифорнију.

## Порекло имена језера
Име језера потиче од речи индијанског племена Вашо, која значи језеро.

## Географија
Дужина обале језера износи 116 км. Површина језера износи 490 km². Пошто је језеро близу пустиња, честа је и фатаморгана, па се из тих разлога често привиђа чудовиште, које се зове Тахо Теси. Ово језеро је окружено са 4 округа- са Даглас, Бешоу и Карсон Сити округом који се налазе у савезној држави Невади, и Плејсер и Ел Дорадо округом у Калифорнији. Такође окружено је са 4 насељена места- Саут Лејк Тахоу и Тахоу Ситију у Калифорнији и са Стетлајном и Ајклајн Вилиџу у Невади. Око 2/3 обале је у Калифорнији док је једна трећина у Невади. Река која се улива у језеро је Трeки Ривер.

## Занимљивости
Овде је снимана једна сцена из филма Кум 2.